# Remora australis
A Remora australis a sugarasúszójú halak (Actinopterygii) osztályának sügéralakúak (Perciformes) rendjébe, ezen belül az Echeneidae családjába tartozó faj.

## Előfordulása
A Remora australis az összes trópusi és szubtrópusi tengervízben megtalálható. Nyugat-Atlanti-óceánban Texastól Brazíliáig; Kelet-Csendes-óceánban a Brit Columbia-i Vancouver-szigettől Chiléig. Az Indiai-óceán nagy részén is fellelhető.

## Megjelenése
Legfeljebb 76 centiméter hosszú. Teste a sötét kéktől a szürkéig változik. Úszóit vékony, fehér csík szegélyezi.

## Életmódja
Nyílt tengeri halfaj, amely bálnákra, ámbráscetfélékre és disznódelfinfélékre tapadva él. Már észrevettek felnőtt Remora australisokat, amelyek akár 3 hónapig is rátapadva ültek a trópusi delfineken (Stenella longirostris). Ez a faj gazdaállata ürülékét és hányadékát fogyasztja.

## Képek

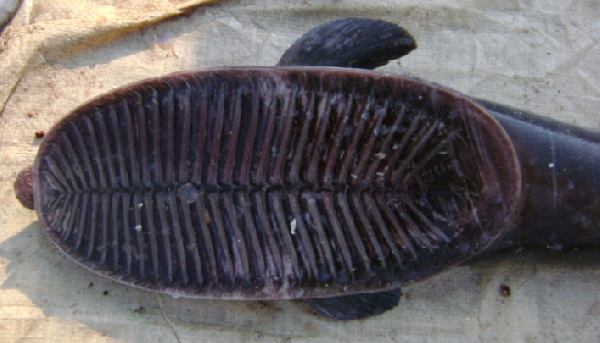
A tapadókorongja közelről
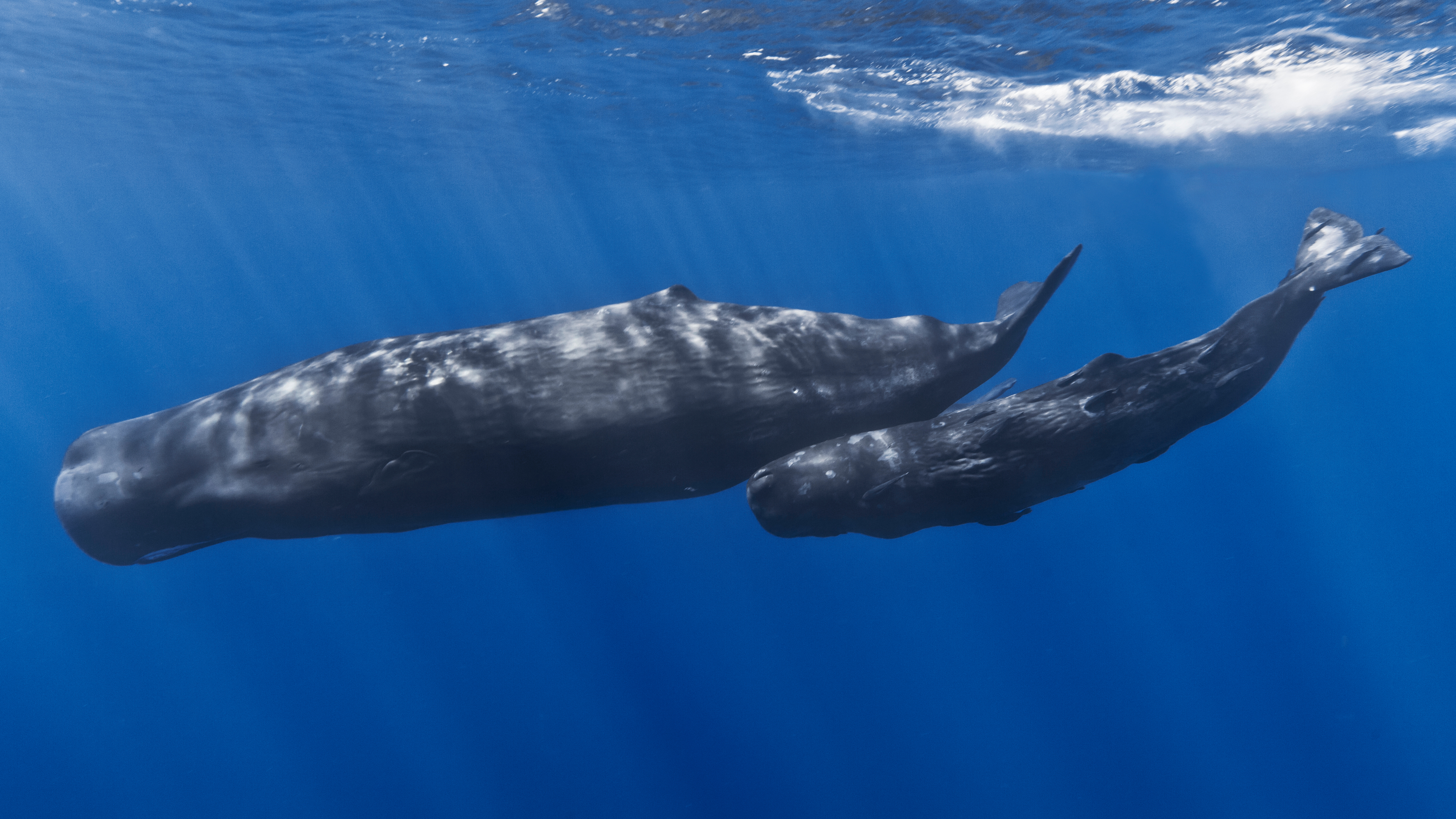
Nagy ámbráscet (Physeter macrocephalus) borjúra tapadó Remora australisok
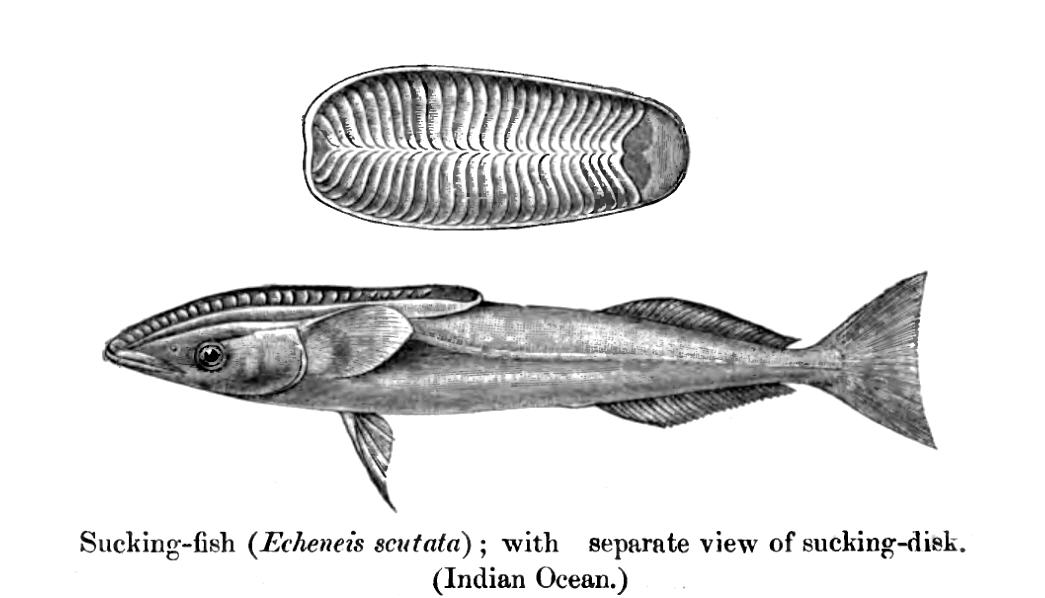
Rajz a halról és a tapadókorongjáról